# Kırklareli
Kırklareli es un distrito y una ciudad situada en la región del Mármara, en Turquía, y la capital de la provincia de Kırklareli. Cuenta con una población de 85.493 habitantes (2022).

## Etimología
No se sabe con claridad cuándo se fundó la ciudad ni con qué nombre. Durante el Imperio Romano (Bizantino) se denominó en griego "Saranta Ekklisiès" (Σαράντα Εκκλησιές), que significa Cuarenta Iglesias. En el siglo XIV su nombre se tradujo al turco y se la llamó "Kırk Kilise". Tras el establecimiento de la República de Turquía en 1923, los sanjaks se convirtieron en ciudades y, el 20 de diciembre de 1924, el nombre de Kırk Kilise se cambió a Kırklareli, que significa El lugar de las cuarenta. La denominación Kırklareli ya se usaba años antes de 1924, por ejemplo, en la literatura contemporánea sobre las Guerras Balcánicas de 1912-13. El nombre búlgaro de la ciudad es Lozengrad (Лозенград).

## Historia
Las excavaciones arqueológicas en curso en la ciudad apoyan la afirmación de que el área era la ubicación de uno de los primeros asentamientos organizados en el continente europeo, con artefactos del Paleolítico y del Neolítico. Durante la Antigüedad esta zona de Tracia fue conquistada por los persas entre el 513-512 a. C., durante el reinado del rey Darío I. Después, durante el periodo helenístico, estuvo bajo el control del reino de Macedonia y posteriormente pasó a formar parte de la Provincia romana de Tracia.
Como el resto de Tracia, se mantuvo bajo el control grecorromano o bizantino hasta que el año 914, durante la invasión búlgara de Adrianópolis dirigida por Simeón I, este asentamiento fue capturado por los búlgaros, manteniéndose bajo su dominio hasta 1003, año en que fue reconquistado por los bizantinos. La ciudad se mantuvo bajo control bizantino - con el paréntesis del Imperio Latino - hasta la conquista de los turcos otomanos en 1363, durante el reinado del sultán Murad I.
Según el registro "Ethnography of the Wilayahs Adrianopol, Monastir y Thessaloniki" de 1878, Kırk Kilise estaba habitado por 6.700 búlgaros, 2850 griegos y 2.700 pertenecientes a otros grupos étnicos.
Según el censo otomano oficial de 1906-1907 (publicado en "La población otomana 1830-1914: Características demográficas y sociales" por Kemal H. Karpat), la composición étnico-religiosa en el Sanjak de Kırk Kilise era: 22,022 musulmanes; 14,154 ortodoxos griegos; 1,599 búlgaros ortodoxos; y 789 judíos.
Durante las Guerras de los Balcanes (1912-1913), Kırk Kilise fue ocupada por Bulgaria, y luego por Grecia después de la Primera Guerra Mundial (1914-1918) lo que resultó en la inmigración masiva de la población búlgara (hubo un gran número de periodistas que informaron sobre las acciones en Kırk Kilise). Tras la Guerra de Independencia turca (1919-1923), la ciudad fue retomada por los turcos el 10 de noviembre de 1922. Según el acuerdo de intercambio de población de 1923 entre Grecia y Turquía, los griegos de la ciudad fueron intercambiados por los musulmanes (Turcos, Pomaks, Karadjaovalides y albaneses) viviendo en Grecia.
La mayoría de los habitantes de la ciudad son turcos que vivieron en Tesalónica hasta la Primera Guerra de los Balcanes de 1912. El Tratado de Lausana (1923) que define la frontera occidental de Turquía en Tracia también definió los límites occidentales de la provincia de Kırklareli.
Los megleno-rumanos de Kırklareli.
En 1923, la mayoría de los 3700 habitantes de Notia, la única aldea musulmana de los megleno-rumanos en el norte de Grecia, se establecieron en el área de Odrin (principalmente en Kırklareli) y se conocieron como Karadjovalides después del nombre turco de Moglena.
El número de estas familias megleno-vlach asentadas en Kırklareli era más de 110, mientras que las que se asentaron en pequeñas aldeas eran 400: en total casi 2000 megleno-rumanos. En realidad, solo cuentan con 500, se concentran en Kırklareli y se asimilan culturalmente a los turcos (la mayoría de ellos hablan principalmente el idioma turco , pero aún son bilingües en casa).

## Bienes culturales
Hızır Bey Külliye: Este külliye (complejo religioso) consiste en la Mezquita Hızır Bey, Hızır Bey Bath y Arasta (Bazar).
Mezquita Hızır Bey: Situada en el centro de la ciudad, fue construida en un plano cuadrado por Köse Mihalzade Hızır Bey en 1383. Construida con piedra tallada y con un minarete , fue restaurada por Yusuf Pasha de Aydost en 1824. Todavía se usa hoy en día. , el último lugar de oración y las paredes del jardín de la mezquita se construyeron después.
Hızır Bey Bath: También se encuentra en el centro de la ciudad y se construyó junto a Bath y Arasta por Köse Mihalzade Hızır Bey en 1383. Hay dos entradas, una para hombres y para mujeres, que también se conocen como "Baños pareadas". De acuerdo con una inscripción en el baño de mujeres, Hacı Hüseyin Ağa lo restauró entre 1683 y 1704. Todavía usado en la actualidad, las paredes exteriores son regulares y están construidas con piedra arenisca gruesa. Es un baño turco en el estilo arquitectónico tradicional otomano.
Arasta ( Bedesten ): Construido junto al baño Hızır Bey en forma de "T", tiene paredes tipo arco. La cubierta superior es una bóveda de 15 m de largo. Había 12 tiendas en el interior formadas por tres rayos. Fue restaurado en 1704.
Barrio judío de Kırklareli : un barrio histórico.
Museo Kırklareli : museo de historia natural, etnografía y arqueología.
Cueva de Dupnisa : la provincia de Kırklareli también alberga la única cueva que está abierta a los turistas en Tracia, la cueva de Dupnisa, cerca del pueblo de Sarpdere, que se cree que se formó hace unos 4 millones de años. La 
cueva Dupnisa fue utilizada para los rituales dionisíacos (Sparagmos) en la antigüedad. Incluso el nombre de Dionisio está asociado con el Monte Nisa justo encima de la cueva de Dupnisa; como, según la antigua mitología griega, Dionisio "descubrió el vino mientras jugaba en el Monte Nisa". El nombre búlgaro de Kırklareli, Lozengrad (Лозенград) también puede tener su origen en este antiguo mito griego.
Demirköy Foundry : sitio arqueológico de una histórica fundición de hierro, donde se fabricaron balas de cañón disparadas durante la conquista de Estambul en 1453.

## Clima
Kırklareli tiene un clima subtropical mediterráneo / húmedo fronterizo ( clasificación climática de Köppen : Csa / Cfa) debido al efecto de sombra de lluvia causado por la cordillera al noreste inmediato, mientras que la región es subtropical húmeda. Los veranos son largos, cálidos y húmedos, mientras que los inviernos son fríos y húmedos. Las nevadas son bastante comunes entre los meses de diciembre y marzo, nevando durante una semana o dos.